# Simon Thomas
Jean Charles Marie Simon Thomas (Alkmaar, 18 april 1881 - Vliegveld Waalhaven, 10 mei 1940) was een Nederlandse Reserve Majoor-waarnemer van het Wapen der Militaire Luchtvaart die gedurende de Duitse aanval op Nederland in 1940 het commando over het vliegveld Waalhaven te Rotterdam voerde. Als onderdeel van de Strijd om de Maasbruggen in Rotterdam werd het vliegveld Waalhaven in de ochtend van 10 mei door Duitse luchtlandingstroepen veroverd, waarbij onder andere majoor Simon Thomas krijgsgevangene werd gemaakt. Na zijn gevangenneming werd Simon Thomas in de late ochtend van 10 mei meermaals door Duitse troepen gedwongen om Nederlandse verzetshaarden tot overgave te manen. Bij één zo'n poging door Duitse troepen rond Smitshoek brak een vuurgevecht uit en werd Simon Thomas dodelijk getroffen. De stoffelijke resten van majoor Simon Thomas zijn bijgezet op het Militaire ereveld van de Algemene Begraafplaats Crooswijk te Rotterdam.

## Biografie

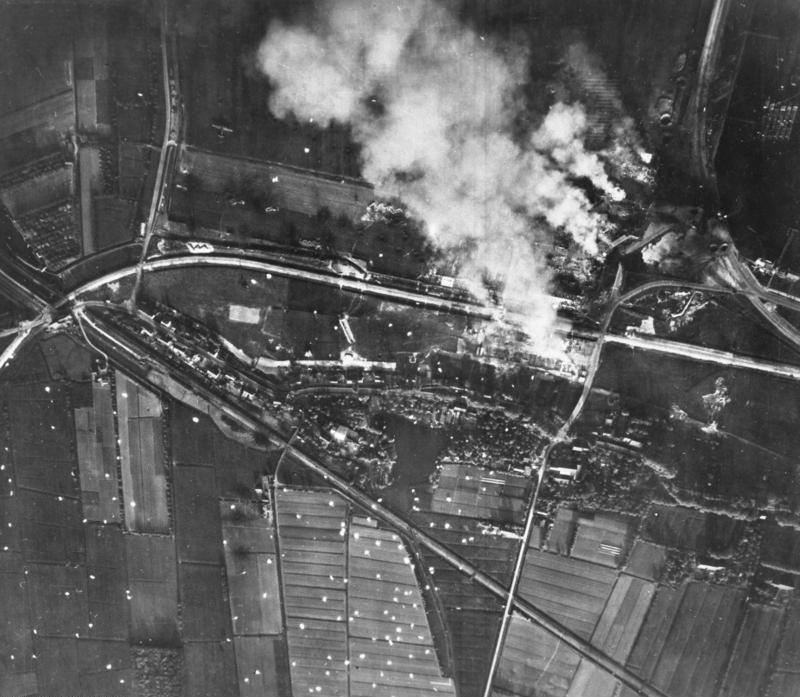
Luchtfoto van het gehavende vliegveld Waalhaven na Duitse bombardementen en parachutistenlandingen in de vroege ochtend van 10 mei 1940.

Simon Thomas werd geboren in 1881 te Alkmaar in een luthers doktersgezin van bekende gynaecologen, Tegen de familietraditie in koos hij niet voor een carrière in de medische wereld, maar meldde zich aan voor de Koninklijke Militaire Academie. Na enkele jaren gediend te hebben bij de infanterie en cavalerie, werd luitenant Simon Thomas in 1916 onderdeel van de Luchtvaartafdeling op vliegveld Soesterberg. Gedurende veertien jaar was Simon Thomas de eerste leider van de opleiding tot waarnemer in de lucht en nauw betrokken bij de opbouw van de Nederlandse militaire luchtvaart. In 1930 trad Simon Thomas uit actieve dienst en vestigde zich in Nijmegen. Met de toenemende oorlogsdreiging werd Simon Thomas in 1939 aangesteld als vliegparkcommandant van Waalhaven in de rang van reserve-majoor-waarnemer. Simon Thomas bleef zijn gehele leven ongehuwd.

## Commandant Vliegpark Waalhaven
Het vliegveld Waalhaven vormde sinds 10 november 1939 de thuisbasis van de 3e jachtvliegafdeeling, die over elf Fokker G.I jachtvliegtuigen beschikte. Naast drie pelotons luchtdoelmitrailleurs en geschut van het 77e batterij Luchtdoelartillerie, kon majoor Simon Thomas voor de verdediging van Waalhaven rekenen op het circa 700 man sterke IIIe bataljon van het Regiment Jagers die zich gewapend met onder meer zes zware en negentien lichte mitrailleurs in en rond het vliegveld had ingegraven. Op het terrein van het vliegveld bevonden zich verder twee kazematten voor de opstelling van mitrailleurs en één betonnen bunker, waarin de commandopost van Simon Thomas was gevestigd.
De Duitse aanval op vliegveld Waalhaven zou onderdeel uitmaken van de Strijd om de Maasbruggen en de strijd om de Moerdijkbruggen. Om een snelle penetratie van de Vesting Holland mogelijk te maken, was het voor de Duitse legerleiding van vitaal belang dat deze genoemde bruggen ongeschonden in Duitse handen zouden vallen. Het vliegveld Waalhaven zou hierbij als invliegpunt voor verdere versterkingen dienen. Het was de 7. Fliegerdivision van Generalleutnant Kurt Student die de taak op zich kreeg om de bruggen en het vliegveld te veroveren.

##### Duitse aanval op Waalhaven
Om 03:55 uur op 10 mei 1940 verschenen boven Waalhaven de eerste Duitse Heinkel He-111 bommenwerpers, die de Nederlandse gebouwen en gevechtsopstellingen bestookten. Kort na 04:00 uur stonden bijna alle gebouwen van het vliegveld in lichterlaaie, waaronder de Vliegtuigenfabriek Koolhoven. Toch lukte het Simon Thomas om acht Fokker G.I. jachtvliegtuigen in de lucht te krijgen en werden dertien Duitse toestellen neergehaald. Omstreeks 05:00 uur sprongen 670 parachutisten van het IIIe bataljon van het 1. Fallschirmjägerregiment onder leiding van Hauptmann Karl Lothar Schulz uit hun transportvliegtuigen en begonnen hun aanval op het vliegveld. Simon Thomas en de officieren van het IIIe bataljon van het Regiment Jagers hadden de grootste moeite om een georganiseerde verdediging tegen deze Duitse aanval op te zetten. Niet alleen had het bombardement de verdedigingswerken zware schade toegebracht, ook benaderden de Duitse parachutisten het vliegveld van alle kanten, waardoor Nederlandse posities in de rug werden aangevallen. Zo concludeerde een onderzoekscommissie in 29 mei 1940: "Toen aan de buitenzijde van het veld gelande parachutisten zich verzameld hadden en de opstellingen aan de achterzijde aanvielen, ook met handgranaten, waren deze niet meer te houden." Rond 06:00 uur hadden Duitse troepen het grootste deel van het vliegveld in handen. Ook de commandobunker van Simon Thomas en zijn staf was geheel omsingeld, waarbij door Duitse troepen werd gedreigd met granaten de bunker te bestormen. Iets na klokslag 06:00 uur concludeerde Simon Thomas dat verder verzet zinloos was en gaf hij zich met zijn staf en het merendeel van de overgebleven Nederlandse verdedigers over. Naast majoor Simon Thomas maakten de Duitsers zo'n 400 Nederlandse militairen bij Waalhaven krijgsgevangen.

##### Krijgsgevangene

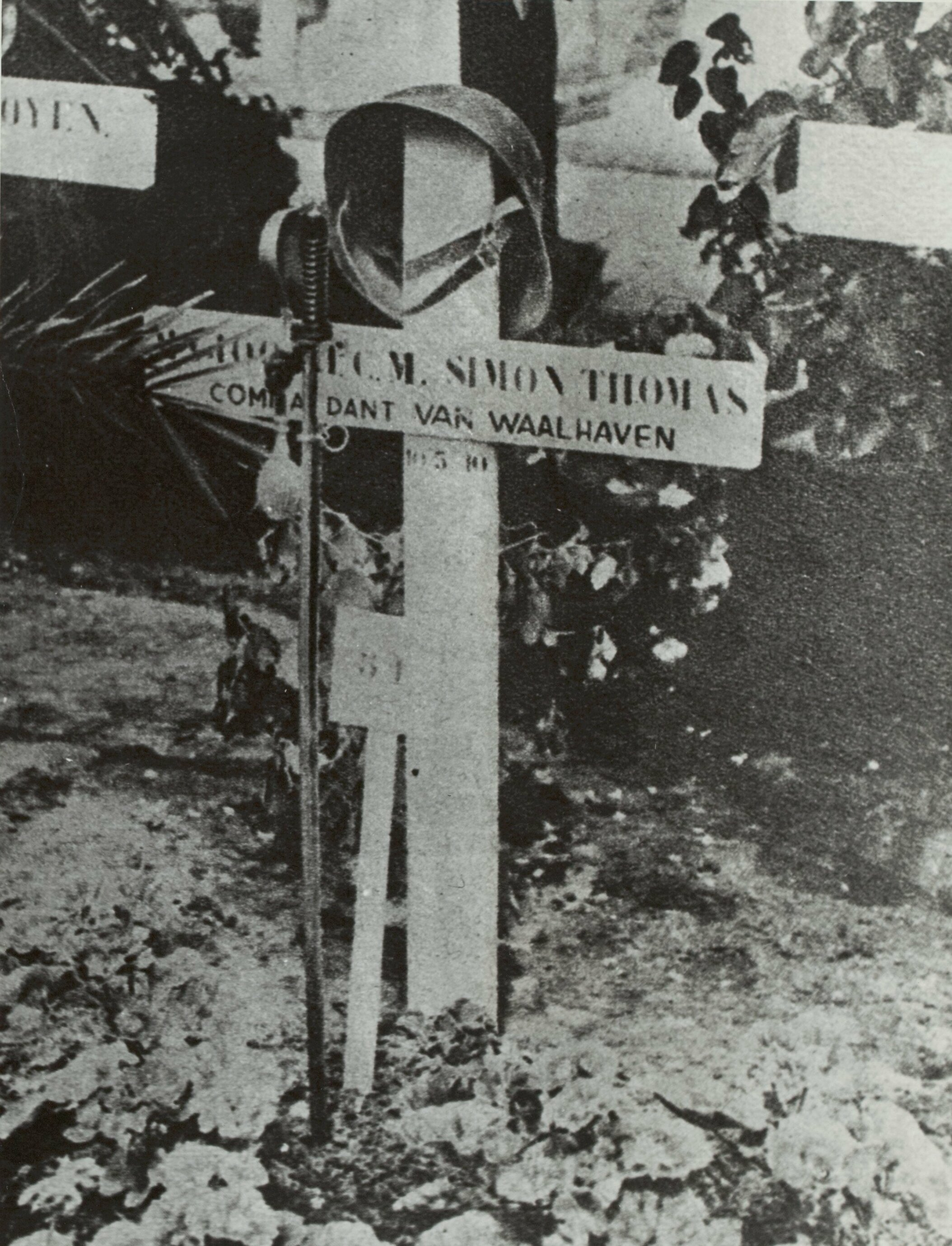
Afbeelding uit 1940 van het graf van Simon Thomas.

In zijn haast om ook het overgebleven Nederlandse verzet rond het vliegveld snel te breken, lapte Hauptmann Karl Lothar Schulz de oorlogsregels aan zijn laars. Onder fysieke dwang werd majoor Simon Thomas door Schulz gedwongen met een witte vlag op de bumper van een gevorderde auto plaats te nemen. De auto met Simon Thomas als levend schild passeerde meerdere Nederlandse gevechtsstellingen, waarbij Simon Thomas werd gebruikt om de Nederlandse troepen tot overgave te manen. Onder andere bij pier no.7 waar het 77e batterij Luchtdoelartillerie stond opgesteld, wisten de Duitsers via deze list de Nederlandse verdedigers zover te krijgen de wapens neer te leggen. Majoor Simon Thomas zou als gevolg van deze actie een lichte hartaanval krijgen. Omstreeks 10:30 reed de auto met daarin vier Duitse parachutisten en Simon Thomas staand op de treeplank naar Smitshoek, waar het 4e batterij Luchtdoelartillerie onder leiding van sergeant-majoor-vlieger J.J. Buwalda hardnekkig weerstand bood tegen de Duitse opmars. Met een witte vlag in zijn handen werd Simon Thomas in de richting van de stelling van Buwalda gestuurd om te melden dat de Duitse Hauptmann over de Nederlandse overgave wilde onderhandelen. Buwalda weigerde dit echter, waarna er een vuurgevecht tussen de twee partijen uitbrak. Majoor Simon Thomas, staand tussen de beide kampen, werd vrijwel onmiddellijk in het kruisvuur dodelijk getroffen en viel ter aarde. Buwalda verklaarde hier later zelf over:
De majoor gaf te kennen dat de overige inzittenden met mij wilden onderhandelen. Het waren een Hauptmann of iets dergelijks en drie anderen. Allen in camouflage en gehelmd. De Duitse officier vroeg mij toen de tegenstand te staken. Ik weigerde en vroeg de majoor aan onze kant te komen.
Op dat moment pakten de Duitsers alle vier hun pistolen. Die hadden op hun schoot gelegen. Ze vuurden op mij, maar 25 meter is een hele afstand, Bovendien sprong ik opzij. Op dat moment zag ik majoor Simon Thomas vallen. De Duitsers zijn voor en na getroffen en gedood. Een was zwaargewond door een buikschot, maar ook deze stierf. Majoor Simon Thomas is door mijn mannen op een schraag in een boerenschuur gelegd. Zelf hem ik hem de ogen dichtgedrukt.
Het is nooit duidelijk geworden of Simon Thomas door eigen vuur of door Duitse kogels sneuvelde. De stoffelijke resten van majoor Simon Thomas zijn bijgezet op het Militaire ereveld van de Algemene Begraafplaats Crooswijk te Rotterdam. Hij was een van de hoogste Nederlandse militairen die in de meidagen van 1940 het leven liet.